# سبورتينغ كلاب (كرة يد)
سبورتينغ كلاب هو نادي كرة يد في البرتغال يقع مقره في لشبونة. يلعب في الدوري البرتغالي لكرة اليد الدرجة الأولى. تبلغ سعة ملعبه 1500 متفرجا.